# Deuri Parbaha
Deuri Parbaha (nep. देउरी प्रभा) – gaun wikas samiti w środkowej części Nepalu w strefie Dźanakpur w dystrykcie Dhanusa. Według nepalskiego spisu powszechnego z 2011 roku liczył on 836 gospodarstw domowych i 4308 mieszkańców (2224 kobiety i 2084 mężczyzn).